# 충숙왕
충숙왕(忠肅王, 1294년 8월 6일 (음력 7월 7일), 율리우스력 7월 30일 ~ 1339년 5월 11일 (음력 3월 24일), 율리우스력 5월 3일)은 고려의 제27대 국왕(재위 : 1313년 4월 28일 (음력 3월 24일), 율리우스력 4월 20일 ~ 1330년 2월 26일 (음력 2월 1일), 율리우스력 2월 18일, 복위 : 1332년 3월 29일 (음력 2월 24일), 율리우스력 3월 21일 ~ 1339년 5월 11일 (음력 3월 24일), 율리우스력 5월 3일)이다.
초명은 도(燾), 휘는 만(卍), 자는 의효(宜孝), 몽골 이름은 아라트나시리(몽골어: Aratnashiri, 한자: 阿剌忒訥失里, '아랄특눌실리')이다. 원에서 내린 시호는 충숙(忠肅)이며, 공민왕이 올린 시호는 의효대왕(懿孝大王)이다. 충선왕과 원나라 출신의 의비 예쉬진의 둘째아들이다.
사촌인 심양왕의 무고로 원나라에서 유수생활을 하고 옥새를 원나라 조정으로부터 압수당하기도 했다.

## 생애
충선왕의 둘째 아들이며, 어머니는 원나라 출신인 의비이다. 모계에 관한 기록은 전무하다. 강릉대군(江陵大君)으로 봉해졌으나 세자였던 형 왕감이 죽은 후 충선왕의 후계자가 되었다. 1313년, 충선왕이 양위하자 즉위했다. 양위한 충선왕은 1316년에 심양왕 자리를 조카 연안군 왕고에게 물려주었다. 왕고는 이후 원나라 양왕(梁王)의 딸과 혼인해 원나라 부마의 대우를 받게 되었으며 1322년 왕위 찬탈의 뜻을 품고 사촌 형인 충숙왕이 주색과 사냥에 빠져 정사를 돌보지 않는다며 참소했으며 이 때문에 충숙왕은 원나라에 5년간 체류하였으며, 그때 왕인(王印)까지 빼앗기기도 했다.
충숙왕은 사촌인 심양왕 연안군 왕고의 쿠데타 기도와 국내 친원세력의 암살 위협에 여러번 위기를 겪었다. 결국 쿠데타로 집권한 심양왕 연안군 왕고가 이듬해 1323년 축출되었지만 이러한 복잡한 사정으로 1325년에야 고려 귀국한 충숙왕은 차라리 보위를 심양왕 고에게 양위하려 했으나, 한종유 등 신하들의 반대로 취소하고, 왕자 정(禎 : 후의 충혜왕)을 세자로 삼은 뒤 1330년 양위하였다. 그리고 원나라에 가서 부마 상주국 일수왕의 호를 받았다. 그러나 나이 어린 충혜왕이 수렵·유희를 일삼고 소행이 옳지 못해, 원의 명으로 1332년 충숙왕이 다시 복위되었다가 1339년 죽었다.

## 가족 관계
| 1294년 7월 30일 (음력 7월 7일) 미상 | 1339년 5월 3일 (음력 3월 24일) (44세) 고려 개경 정침 |

|    |               | 생몰년          | 부모                                    | 비고        |
| -- | ------------- | --------------- | --------------------------------------- | ----------- |
| 부 | 충선왕 忠宣王 | 1275년 - 1325년 | 충렬왕 忠烈王 제국대장공주 齊國大長公主 | 제26대 국왕 |
| 모 | 의비 懿妃     | 미상 - 1316년   | 미상                                    |             |

| 시호   | 시호                                          | 본관 이름           | 생몰년          | 부모                                          | 비고                     |
| ------ | --------------------------------------------- | ------------------- | --------------- | --------------------------------------------- | ------------------------ |
| 제1비  | 복국장공주 濮國長公主                         | 이린지발 亦憐眞八刺 | 미상 - 1319년   | 에센테무르 也先帖木兒 미상                    |                          |
| 제2비  | 조국장공주 曹國長公主                         | 금동 金童           | 1308년 - 1325년 | 에무게 阿木哥 미상                            |                          |
| 제3비  | 경화공주 慶華公主 숙공휘령공주 肅恭徽寧公主   | 바얀쿠투 伯顔忽都   | 미상 - 1344년   | 미상                                          |                          |
| 제4비  | 공원왕후 홍씨 恭元王后 洪氏 명덕태후 明德太后 | 남양                | 1298년 - 1380년 | 홍규 洪奎 삼한국대부인 김씨 三韓國大夫人 金氏 | 충선왕비 순화원비의 동생 |
| 제5비' | 수비 권씨 壽妃 權氏                           | 안동                | 미상 - 1340년   | 권렴 權廉 평양 조씨 平壤 趙氏                 |                          |

|   |                                 | 이름                          | 생몰년          | 생모          | 배우자                                                          | 비고        |
| - | ------------------------------- | ----------------------------- | --------------- | ------------- | --------------------------------------------------------------- | ----------- |
| 1 | 충혜왕 忠惠王                   | 정 禎 부다시리 寶塔實里       | 1315년 - 1344년 | 공원왕후 홍씨 | 덕녕공주 德寧公主 정순숙의공주 貞順淑儀公主 희비 윤씨 禧妃 尹氏 | 제28대 국왕 |
| 2 | 용산원자 龍山元子               | 미상                          | 1325년 - 1341년 | 조국장공주    | 미상                                                            |             |
| 3 | 공민왕 恭愍王 강릉대군 江陵大君 | 전 顓 바얀 테무르 伯顔 帖木兒 | 1330년 - 1374년 | 공원왕후 홍씨 | 노국대장공주 魯國大長公主 인덕태후 仁德太后                     | 제31대 국왕 |

## 충숙왕이 등장한 작품
- 《직지》(MBC, 2005년~2005년, 배우:이정길
- 《기황후》(MBC, 2013년~2014년, 배우:권태원

## 기타
충숙왕의 치세 중이던 1333년에 교황 요한 22세가 충숙왕에게 서한을 보냈다는 보도가 있었다. 이 서한은 현존하지 않고, 고려에 전달이 되었는지도 알 수 없지만, 그 필사본이 남아서 현존하고 있다. 서한의 내용에는 충숙왕이 고려 내 기독교 신자들에게 잘 대해주어서 고맙다는 감사의 말이 들어있었고, 이 때문에 고려에 소수지만 기독교인이 있었음이 확인되었다. 현재 고려 영토 내에 있었다는 기독교 신자들의 정체는 원나라를 방문한 로마 가톨릭의 선교사들로부터 세례를 받은 가톨릭교도이거나, 원나라를 통해 들어온 네스토리우스교 신자들의 후손이라고 여겨진다.

## 같이 보기
- 심양왕
- 덕흥군
- 공원왕후
- 공민왕
- 왕감